# Marianna Dias
Marianna Dias (Feira de Santana, 11 de dezembro de 1991) é uma estudante e ativista brasileira, filiada ao Partido Comunista do Brasil (PCdoB). Presidente da União Nacional dos Estudantes (UNE) no biênio 2017–2019.
É estudante de pedagogia na Universidade do Estado da Bahia (UNEB). No movimento estudantil, é militante da União da Juventude Socialista. Foi diretora de cultura da União dos Estudantes da Bahia (UEB), entidade que presidiu entre 2013 e 2015. Em seguida foi eleita à diretoria da UNE na gestão 2015-2017. Integrou a Frente Brasil Popular representando o movimento estudantil. Foi eleita, em 18 de junho de 2017, presidente da União Nacional dos Estudantes com 79% dos votos, durante o 55.º Congresso da UNE, realizada em Belo Horizonte, Minas Gerais.
Durante sua presidência, a UNE esteve presente nos protestos contra o governo Michel Temer. Em 2018, participaram do Movimento Ele Não, manifestações populares lideradas por mulheres que ocorreram em diversas regiões do Brasil e do mundo, tendo como principal objetivo protestar contra a candidatura à presidência da República do deputado federal Jair Bolsonaro. Em 2019, durante o governo Bolsonaro, a UNE liderou os protestos estudantis em defesa da educação e contra cortes na educação do ensino básico ao superior e congelamentos nas áreas de desenvolvimento de ciência e tecnologia, com papel de destaque nessa liderança para Marianna Dias. UNE também convocou os estudantes para aderirem à greve geral no Brasil em 2019.